# Домони, Сэм
Самуэла Равануа Домони-младший (англ. Samuela Ravanua Domoni Junior), также известный как Сэм Домони (англ. Sam Domoni, 25 декабря 1968 года — 24 июля 2021 года) — фиджийский регбист и регбийный тренер, выступавший на позиции лока и фланкера.

## Биография
Начинал карьеру на родине, выступая за любительский клуб «Уаймани» и за команды округа «Рева Кольтс» и «Рева». В 1988 году находился на сборах новозеландской команды «Бэй-оф-Пленти». В Европе выступал за английские клубы «Сарацины», «Лондон Айриш». С 1994 по 2002 годы был игроком австралийского клуба «Нортерн Сабербс» из Сиднея, игравшего в первенстве Нового Южного Уэльса, в 1996 и 1998 годах играл в сезонах Супер 12 за «Уаратаз» (за саму команду играл с 1994 года). По некоторым данным, выступал также за новозеландский любительский клуб «Аратаки» (входит в регбийный союз Бей-оф-Пленти).
За сборную Фиджи сыграл 6 официально признанных тест-матчей: дебютировал 5 декабря 1990 года гостевым матчем против Гонконга (победа 54:6). Фактически дебютную игру провёл 28 февраля 1990 года против команды Японии (под названием Japan Selection), в которой фиджийцы победили 51:13. Участвовал всего в девяти неофициальных матчах против сборной команды Нового Южного Уэльса «Уаратаз», новозеландских команд регионов Веллингтон, Кентербери и Окленд, команды штата Квинсленд и английского клуба «Бат». Участник чемпионата мира 1991 года в Англии (матчи проходили одновременно во Франции и на Британских островах), сыграл там две игры. 8 октября 1991 года провёл последнюю игру за сборную против Франции в Гренобле (поражение 9:33).
После завершения игровой карьеры Домони руководил разными командами (в том числе командой «Пенрит» из одноимённого района Сиднея). В 2004 году был тренером по индивидуальным навыкам в клубе «Мэнли», в 2005 году руководил командой «Пенрит» по регби-7, в 2006 году был тренером нападающих этого же клуба. В 2010—2011 годах Домони тренировал сборную Фиджи по регби, заключив контракт до 2015 года, но на чемпионате мира в Новой Зеландии команда заняла 4-е место в группе и не вышла в следующий раунд. Президент Фиджийского регбийного союза полковник Мосесе Тикоитога отправил Домони в отставку не столько за неудовлетворительный результат, сколько за ужасную игру команды.
Его сыновья Сэм и Сев — также регбисты, игроки сборной Фиджи. Сев выступал за сборную Фиджи до 21 года на чемпионате мира в Аргентине, его коллегой по сборной был Тевита Куридрани (позже заигран за Австралию), а на том турнире за новозеландцев выступал Джулиан Савеа. Сэм из-за травмы и операции на бедре на шесть лет вынужден был приостановить выступления, прежде чем вернуться в большой спорт.